# Domingoa haematochila
Domingoa haematochila là một loài thực vật có hoa trong họ Lan. Loài này được (Rchb.f.) Carabia mô tả khoa học đầu tiên năm 1943.

## Hình ảnh

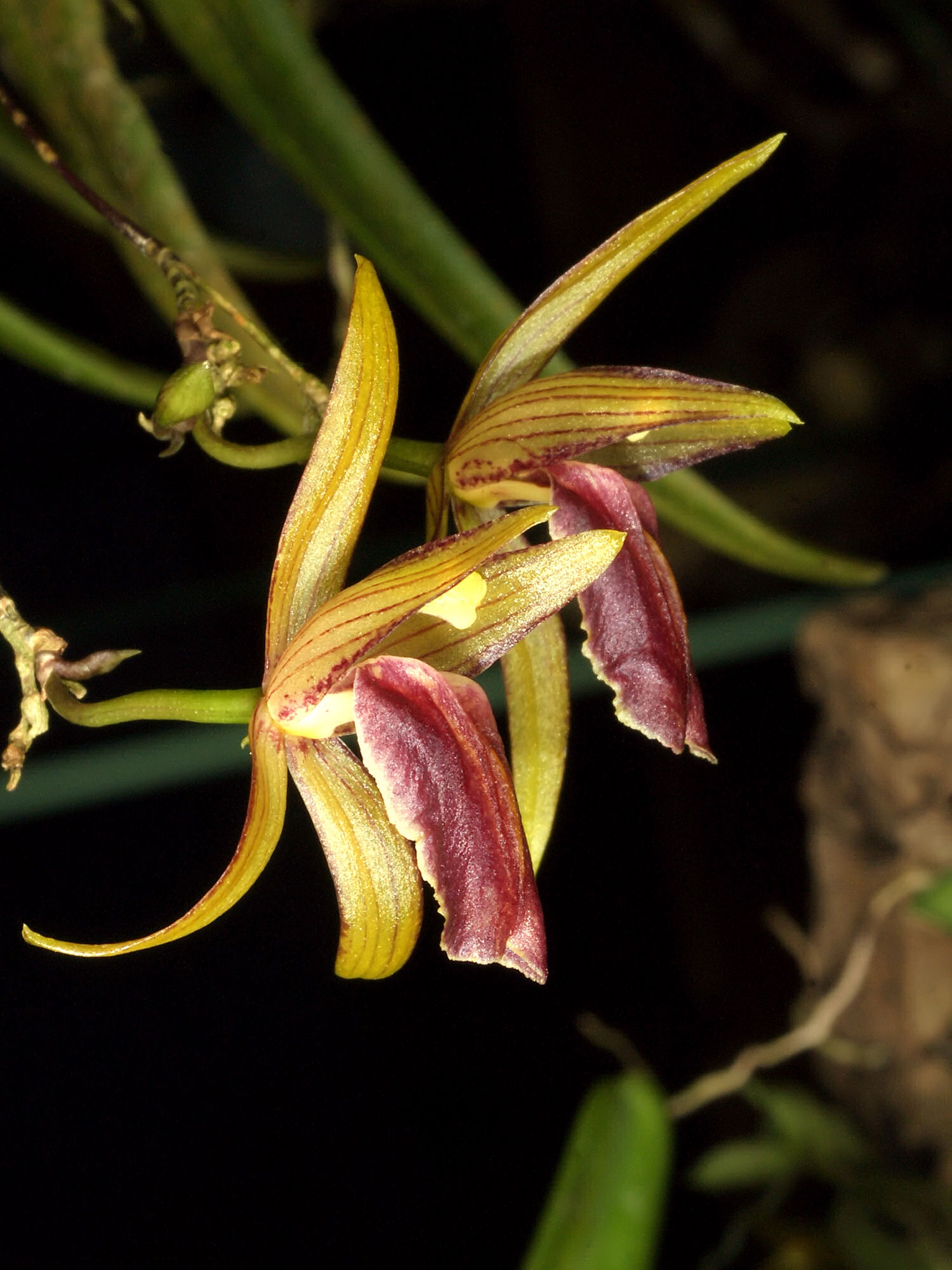
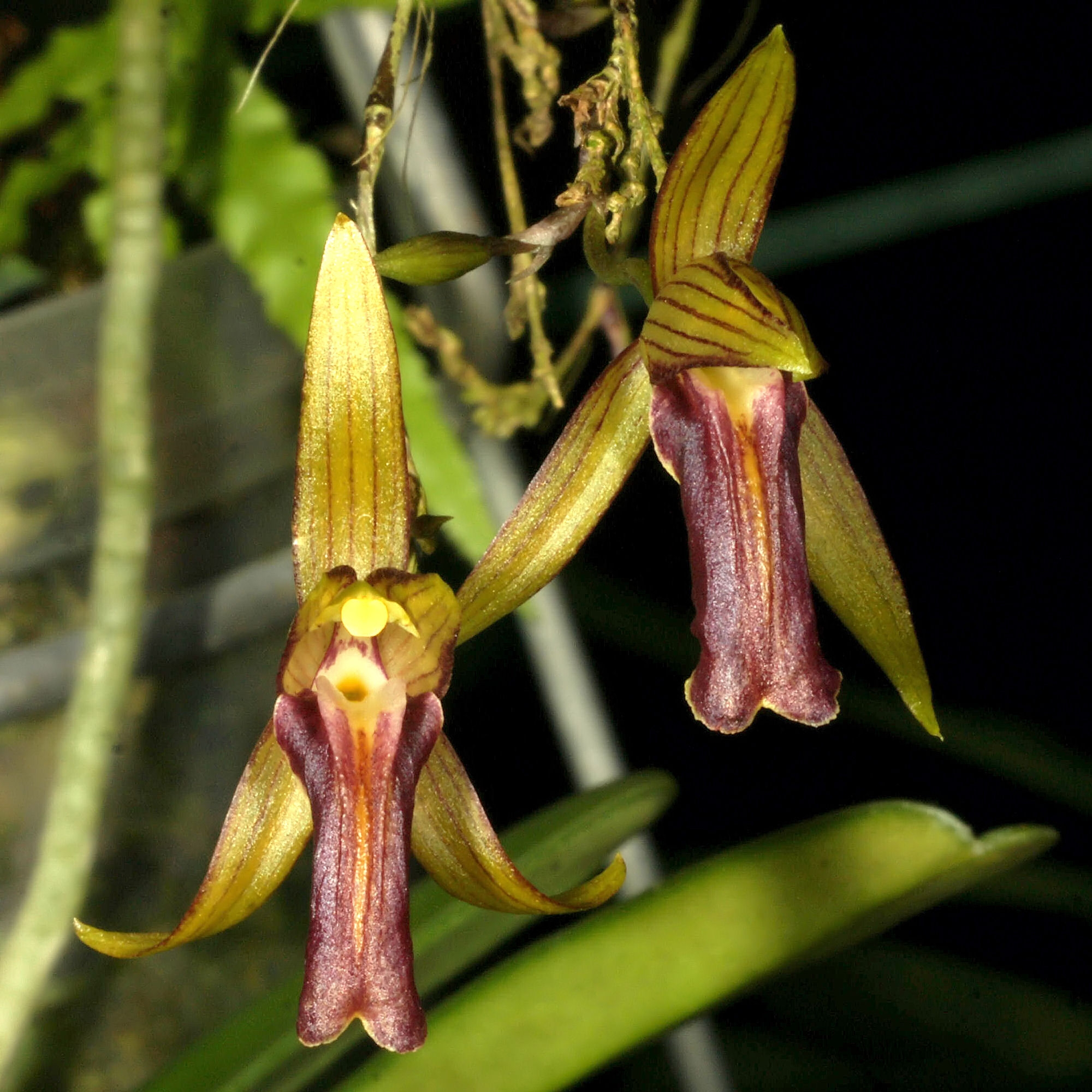
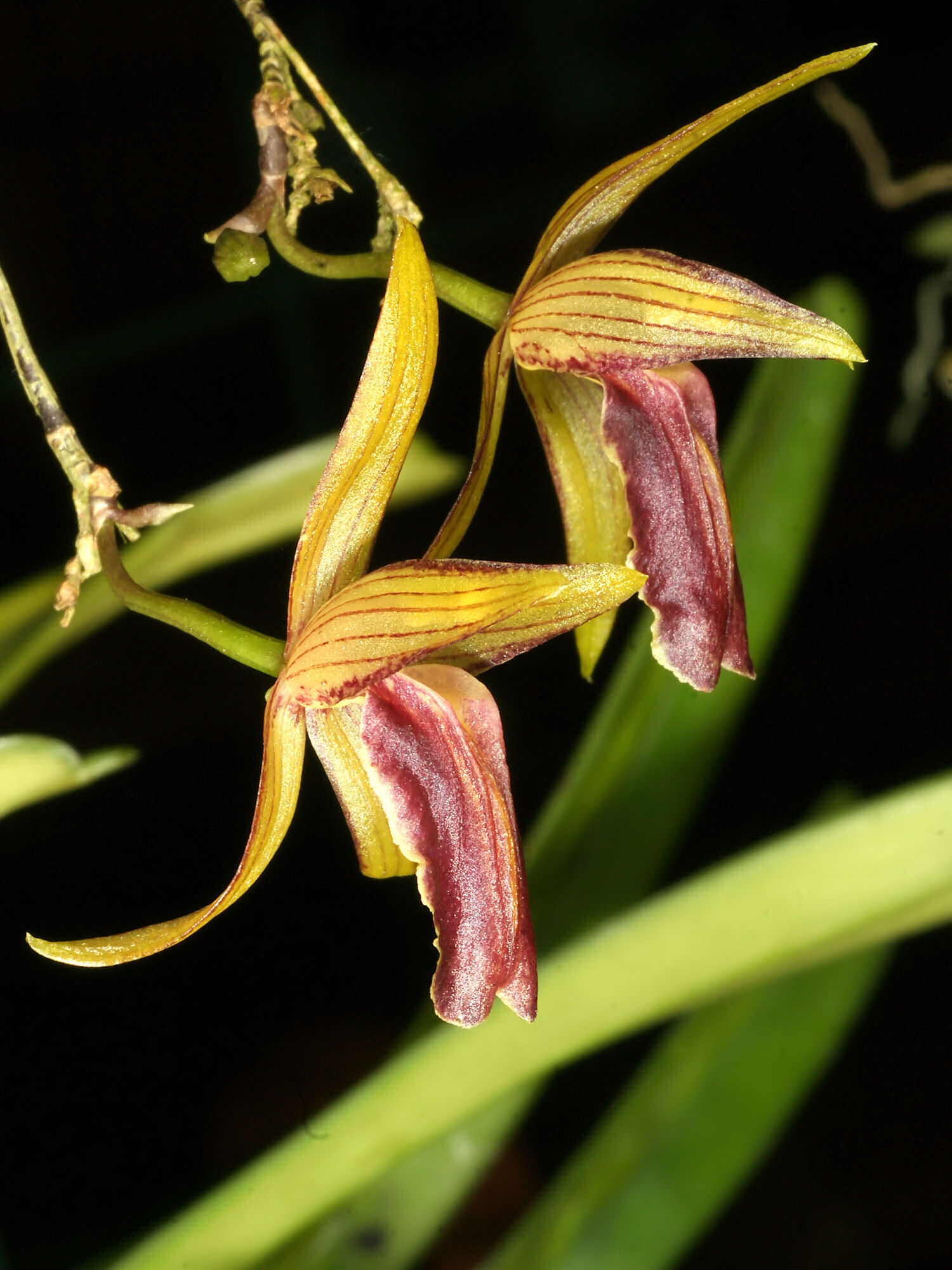